# 提岩里教会事件
提岩里教会事件（ていがんりきょうかいじけん）は、1919年4月15日、日本統治下の朝鮮京畿道水原郡郷南面提岩里（現在の華城市郷南邑提岩里）で、三・一独立運動の最中に生じた事件。駐在所が襲われ日本人巡査が殺害されたことから、日本軍・日本人警察官らが独立運動の首謀者とみられる23名（一説には29名）の朝鮮人を殺害した。

## 概要
三・一独立運動の余波を受けて、全羅道を除く朝鮮半島全土で朝鮮人による暴動（朝鮮騒乱）が発生した。4月上旬には京畿道でも暴動が発生し、憲兵駐在所・警察署のみならず民家に対しても破壊や放火が行われ、日本人が避難する事態となっていた。4月3日、2千余名の棍棒を携えた群衆が長安、雨汀の事務所を襲撃して破壊活動が行われた。そのまま、群衆は花樹里駐在所を襲撃し、放火により全焼させた。駐在していた川端豊太郎巡査は取り囲まれて棍棒などで撲殺された後、死体を損壊（歯を抜き、鼻耳を切り、関節を折る等。）された。
4月13日に朝鮮軍歩兵第40旅団から暴徒鎮圧の命令を受けた有田俊夫中尉が指揮する歩兵11人が発安（郷南面）に到着した。日本側裁判記録によれば、有田中尉は提岩里の住民から、暴動を起こしているのはキリスト教徒、天道教徒でり、その殲滅を要請されたとして、朝鮮軍からの暴動鎮圧の指令を匪賊討伐と解して、首謀者たちの巣窟を滅ぼすことで禍根を断つことを決心し、4月15日天道教、キリスト教の信者の18歳以上50歳以下の男性20余名と妻女1名を集めて射殺または刺殺した。その後、日本人惨殺に対する報復心を持つ兵士が教会を焼き払った。この時、民家に延焼したことにより、28戸が焼失し、民間人女性1名が焼死した。運動首謀者の名簿を入手し、15歳以上の男子２１名を焼き殺し、駆け付けた女性２名は斬首と銃によって殺害、焼き払われたのは32戸とする説もある。実際には、その前後にもその周辺でも軍の掃討が続いていて、近辺も含めた死者は全部で千人を越したともいわれる。
2007年に岩波書店から刊行された、当時の朝鮮軍司令官だった宇都宮太郎の日記（日本陸軍とアジア政策 陸軍大将宇都宮太郎日記）によれば、「事実を事実として処分すれば尤も単簡なれども、斯くては左らぬだに毒筆を揮いつつある外国人等に虐殺、放火を自認することと為り、帝国の立場は甚しく不利益と為り、一面には鮮内の暴民を増長せしめ、且つ鎮圧に従事しつつある将卒に疑惑の念を生じさせむるの不利を以て、抵抗したるを以て殺戮したるものとして虐殺放火等は認めざることに決し、夜十二時散会す。」と虐殺は認めない方針を決めたが、翌日に朝鮮総督の長谷川好道が虐殺を認めて過失として行政処分にするように指示したため、軍関係者は協議の末に有田中尉に30日間重謹慎処分を下したが、その後の軍法会議による判決（1919年8月21日付）で、有田が訓示命令を誤解したもので過失による犯罪とすべきようにみえるが、職務上必要と確信して行ったものであるから犯意はない、このような場合に処罰する規定はないとして、殺人・放火に関して無罪が確定した。
長谷川朝鮮総督が「堤岩里付近ノ状況ハ、京城在住ノ外国人ニ宣伝セラレ、英国総領事代理、米国領事、及ビ外国宣教師、一部現状ヲ視察シタリ。御参考迄。」と原敬総理大臣に報告し、宇都宮が「毒筆を揮いつつある外国人等に虐殺、放火を自認することと為り」と懸念していたとおり、在京城カナダ人宣教師フランク・ウィリアム・スコフィールドやAP通信に特別採用されたアルバート・テイラーたちにより、事件は日本軍による虐殺事件として世界中に報道された。米国領事や英国領事らも本国に事件を報告すると日本批判の世論が高まり、米英から朝鮮統治の改善が日本に要請され、日本の朝鮮統治が「武断政治」から「文化政治」に転換する遠因となった。

## 事件の詳細
堤岩里3･1運動殉国記念館が保管する証言資料を総合して事件の過程を再構成すると、次のようになる（ただし、時間と名前など細部において誤りがある可能性がある）。
1. 有田中尉は、佐坂と朝鮮人巡査補趙熙彰に命じて、堤岩里住民のうち成人男性（15歳以上）を教会に集めた。
2. 予め名簿を持っていたらしく、来ない人は探して呼んで来た。
3. 有田中尉が、集まった人々に「キリスト教の教え」について問うたところ、安（安鍾厚と推定）という信者代表が答えた。
4. 有田中尉は教会の外に出るやいなや射撃命令を下し、これに応じて教会堂を包囲していた軍人たちが窓から中を射撃した。
5. 射撃が終わった後、教会にわらと石油をまいて火をつけた。
6. 風が強く吹き、火は教会下手の家に燃え移り、上手の家は軍人たちが回って火を放った。
7. 教会に火がつくと、洪（洪淳晋と推定）と「郷南面に通っていた人（安相鎔と推定）」及び「ノギョンテ」が脱出しようとしたが、洪は逃亡中に射殺され、「郷南面に通っていた人」は、家の中に避難したが発覚し殺害され、ノギョンテは山に逃げて生き残った。
8. 脱出したところを射殺されたらしき死体が、二つ三つ教会の外にあった。
9. 村で出火したのを見て駆けつけた姜泰成の妻（19歳）が、軍人に殺害された。
10. 洪氏（洪元植）の妻も軍人の銃を受けて死んだ。
11. 軍人たちは古洲里村に行き、天道教信者六人を銃殺した。

## 韓国の認識
2019年3月1日、文在寅大統領は、三・一運動記念式の演説で、事件について「京畿道・華城の提岩里でも教会に住民を閉じ込めて火を放ち、幼い子どもも含めて29人を虐殺するという蛮行が起きました。しかし、それとは対照的に朝鮮人の攻撃で死亡した日本の民間人はただの一人もいませんでした」と述べた。

## 関連文献
- 朝鮮総督府資料「騒密770号,提岩里騒擾事件ニ関スル報告（通牒）」大正8年（1919年）4月24日
- 英字新聞「ジャパン・アドバタイザー」1919年4月27日号
- 「福音時報」1919年5月, 1244〜1246号
- 『三・一独立運動と堤岩里教会事件』韓国基督教歴史研究所編著 信長正義訳 神戸学生青年センター出版部, 1998年5月
- 『三・一独立運動と堤岩里事件』小笠原亮一, 姜信範, 飯沼二郎, 李仁夏, 池明観, 土肥肥夫, 澤正彦, 飯島信 [著および述], 金明淑, 金性済 [訳] 日本基督教団出版, 1989年2月
- 『三・一運動（現代史資料 25-26.朝鮮）』姜徳相編 1-2 みすず書房, 1966-1967, 2冊